# Спредер

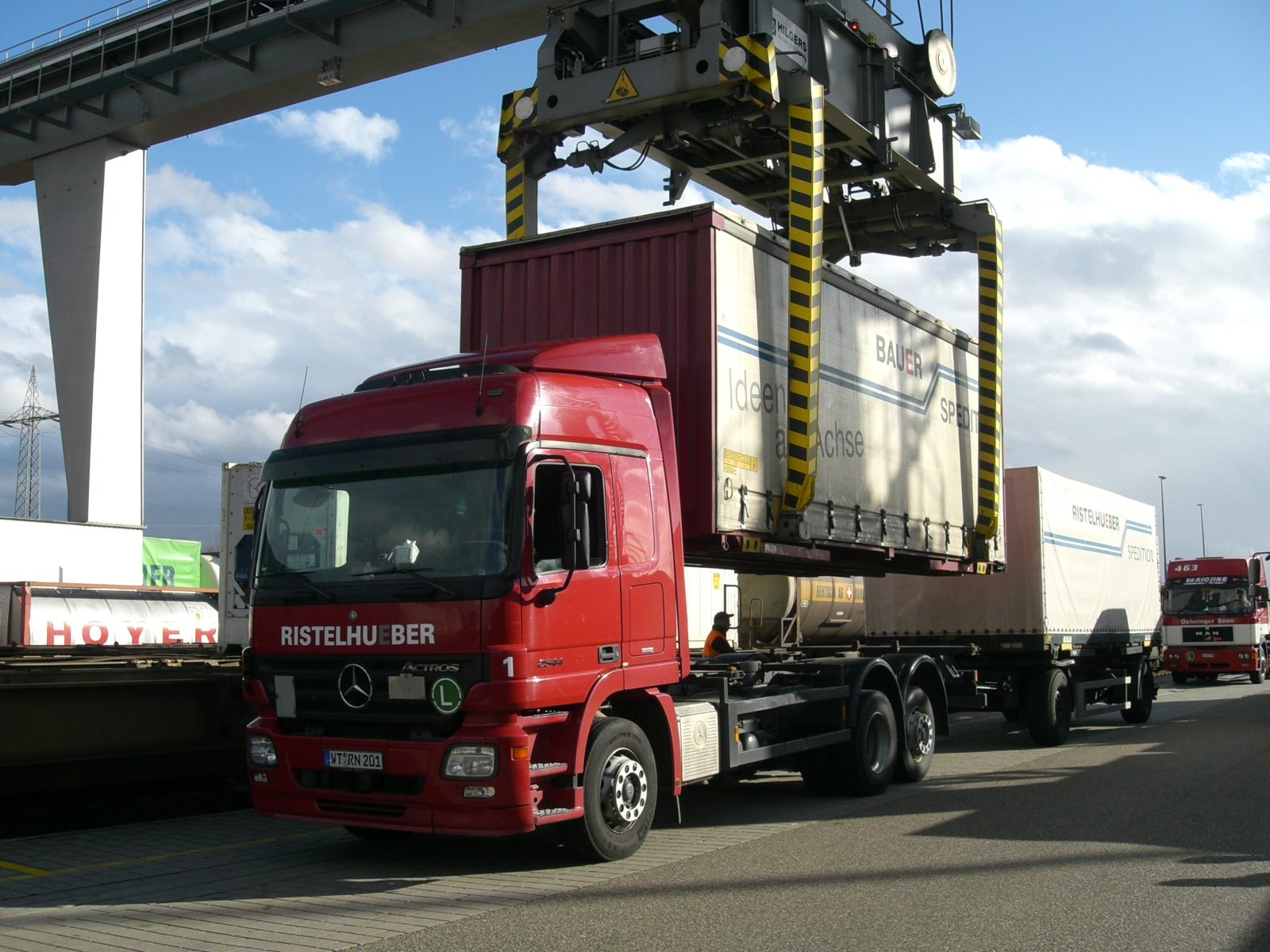
Спредер и контейнеровоз

Спредер (англ. Spreader — раскладное приспособление, распорка; нем. Containergeschirr — контейнерная оснастка) — специальное навесное устройство для автоматического захвата транспортных контейнеров, основное оборудование специальных контейнерных козловых кранов, пратцен-кранов, для рич-стакеров, а также для причальных контейнерных перегружателей.

## Описание

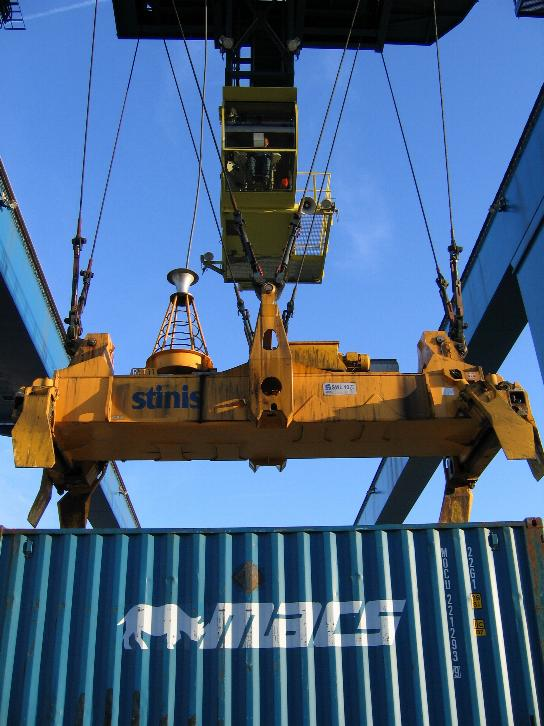
Спредер с захватом сверху

Спредеры оснащены специальными поворотными замками, которые прочно и жестко захватывают контейнер за угловые фитинги.

### Классификация спредеров
- По конструкции различают:

1. жёсткие спредеры — устройства, которые не меняют габаритов и рассчитаны на контейнеры определённого типа[4].
2. телескопические спредеры — устройства, оборудованные специальной раздвижной рамой — предназначены для контейнеров обоих типов[1][4].
3. специальные — для работы с автоконтейнеровозами и трейлерами[4].
4. специальные устройства для перегрузки двух и более контейнеров[4].

- По способу подвески различают:

1. Спредеры на гибкой канатной подвеске — захватные устройства на пространственной многоветвевой подвеске. Применяются на контейнерных кранах.
2. Безветвевые спредеры — устройства на жёсткой подвеске, оснащённые механизмами наклона раздвижной рамы с четырьмя степенями свободы. Для управления приводом такого спредера внутри телескопической стрелы проложены электрические и гидромагистрали. Применяются на ричстакерах[5].

- По способу захвата контейнера спредеры выпускают:

1. С захватом сверху[4].
2. С захватом сбоку[4].

### Принцип действия

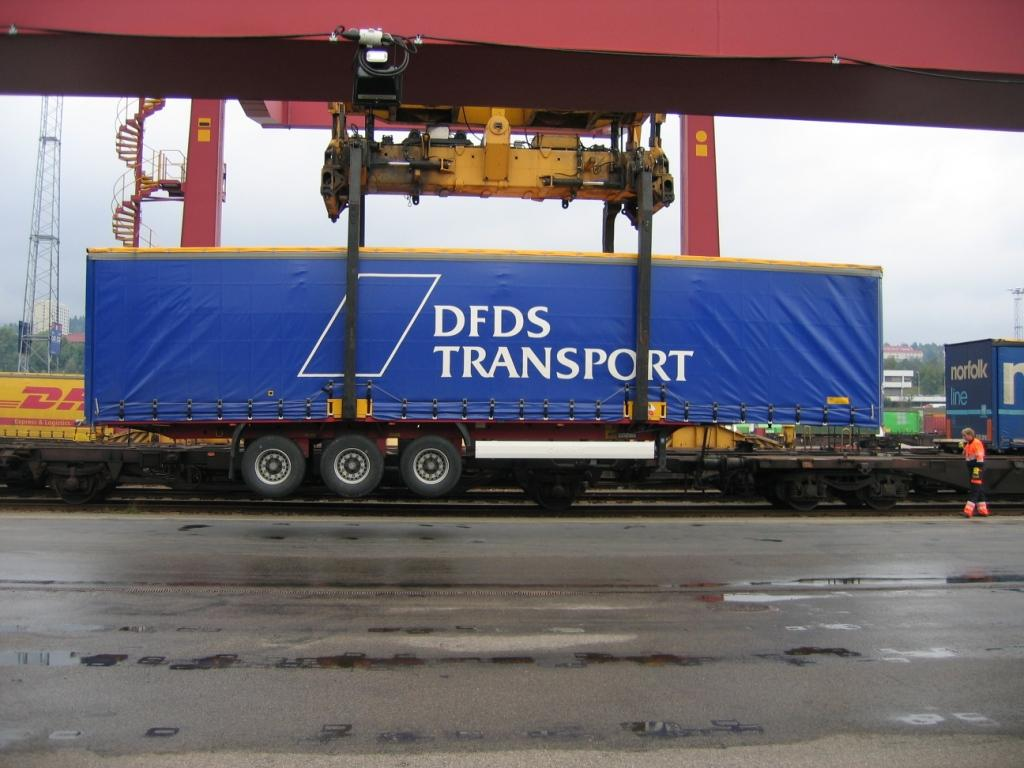
Спредер с захватом сбоку

Замки захватного устройства содержат поворотные штыри, которые при посадке вводятся сверху или сбоку, в зависимости от конструкции, в отверстия фитингов по четырём углам контейнера, а затем поворачивает их на угол 90°, захватывая контейнер. После перемещения контейнера его освобождают от захватов, производя действия в обратном порядке. При нарушении диагональных размеров между фитингами контейнеры считаются деформированными, а следовательно, не могут быть обработаны спредерами.

### Настройка расстояния между захватами
В зависимости от конструкции спредера, существуют различные способы настройки расстояния между захватами. В случае использования специального спредера, предназначенного для контейнеров определённого типоразмера, устанавливаются т.н. вспомогательные навесные рамы необходимых типоразмеров. Для спредеров телескопической конструкции способ заключается в перемещении с помощью электромеханического или гидравлического привода закреплённых на раздвижной раме поперечных балок с угловыми замками в нужное положение.

## Технические характеристики
Жёсткий спредер может быть рассчитан на захват 20-футовых или 40-футовых контейнеров. Телескопические раздвижные спредеры могут захватывать оба вида контейнеров. В случае использования спредера на грузоподъёмных кранах величина грузоподъёмности крана обычно превышает 5т.
Из недостатков можно отметить высокую стоимость и большую массу: около 2,9т — для жёсткого и 6,8т — для телескопического.
Основные характеристики спредеров для крупнотоннажных контейнеров, перегружаемых рельсовыми кранами, определяются международным стандартом ISO, в России определяется ГОСТ 23002.

## Устройство

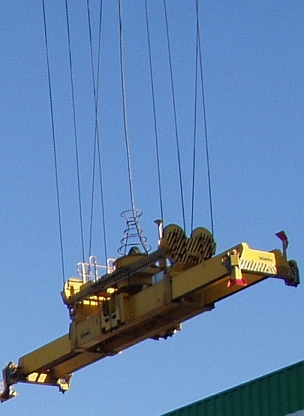
Контейнерный спредер

Для обеспечения точной посадки на контейнер спредер оснащают центрирующими лапами, установленные на металлоконструкции основной захватной рамы. На центрирующих лапах установлены тактильные датчики и датчики положения, которые предназначены для контроля исполнительных органов захватного устройства. Датчики информируют о процессе стопорения, передавая цифровые, звуковые и световые сигналы в систему управления механизмом и на панель визуального контроля.
Запасовка канатов устройства производится на механизм подъёма грузовой тележки крана. Это обеспечивает точность посадки, постоянную ориентацию контейнера в пространстве и предотвращает нежелательное раскачивание при возможных ветровых и инерционных нагрузках. Спредер дополнительно может быть оборудован механизмом для поворота грузовой рамы в горизонтальной плоскости и механизмом её наклона, для противодействия смещению центра масс контейнера.
В качестве привода поворотных замков захватного устройства может быть использован индивидуальный или централизованный электрический, гидравлический или пневматический привод.

## Применение
Применение спредеров может быть эффективным только при интенсивном использовании в крупных морских и речных терминалах или на складах с большим оборотом контейнеров, в противном случае целесообразно использование такелажных средств, грузозахватных рам и траверс.